# NGC 6624
NGC 6624 è un ammasso globulare visibile nella costellazione del Sagittario.

## Osservazione

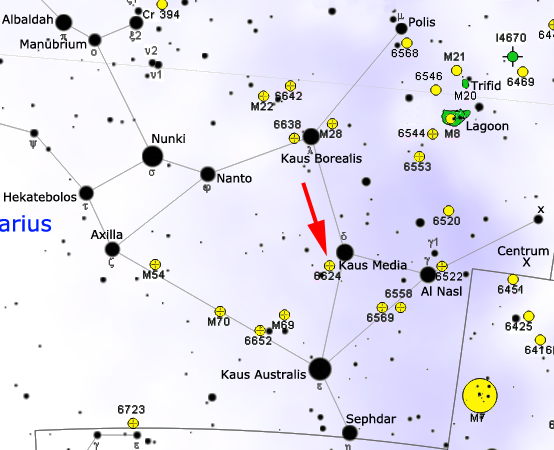
Mappa per individuare NGC 6624.

Si individua nella parte occidentale della costellazione, in corrispondenza di una zona di cielo molto ricca di stelle di fondo; può essere rintracciato con facilità grazie alla presenza della brillante stella Kaus Media, la centrale dell'arco del Sagittario, da cui occorre spostarsi di 50' in direzione sudest. Si nota anche con un binocolo 10x50 come una piccola macchia chiara simile a una stella nebbiosa; con un telescopio da 120mm e ingrandimenti attorno ai 100x è possibile notare qualche debole stellina in particolare verso il bordo occidentale. Strumenti dai 200mm di apertura e ingrandimenti più spinti permettono di risolvere diverse decine di deboli componenti, disposte in evidenti concatenazioni.
A causa della sua declinazione piuttosto meridionale, quest'ammasso può essere osservato principalmente da osservatori situati nell'emisfero australe della Terra, sebbene sia comunque osservabile discretamente anche fino alle latitudini temperate medie. Il periodo migliore per la sua osservazione nel cielo serale è quello compreso fra giugno e ottobre.

## Storia delle osservazioni
NGC 6624 è stato osservato per la prima volta da William Herschel nel 1784, che lo osservò attraverso il suo riflettore da 18,4 pollici; lo descrisse come un oggetto piuttosto grande di forma circolare e molto luminoso al centro; nel New General Catalogue si fornisce una descrizione simile, rimarcandone la sua risolvibilità.

## Caratteristiche
NGC 6624 è un ammasso globulare di densità media, stimata di valore 6 su una scala compresa fra 1 e 12; la sua distanza è stimata sui 2570 parsec (7880 anni luce) dal Sole, nella cui posizione corrisponde una distanza dal centro della Via Lattea pari a 1200 parsec. Si tratta di un ammasso che presenta un'elevata metallicità ed è posizionato in prossimità del disco galattico. Nelle sue regioni centrali sono presenti almeno una decina di stelle vagabonde blu, suggerendo fortemente che il centro dell'ammasso, piuttosto concentrato, abbia favorito gli incontri ravvicinati fra stelle e la conseguente formazione di questo genere di oggetti. Le componenti più luminose dell'ammasso sono di magnitudine 16.
Studi condotti tramite il Telescopio Spaziale Hubble hanno permesso di scoprire una particolare stella binaria a raggi X di piccola massa, catalogata come 4U 1820–30, le cui componenti sono una stella di neutroni e una nana bianca, che orbitano una attorno all'altra in appena 11,4 minuti; la distanza fra le due stelle è di appena 161.000 km, meno della metà della distanza Terra-Luna. La stella di neutroni ha una massa di 1,58±0,06 M⊙ e un raggio di appena 9,1±0,4 km.